# 5e division de Landwehr (Empire allemand)
Pour les articles homonymes, voir 5e division.
La 5e division de Landwehr est une unité majeure de l'armée prussienne pendant la Première Guerre mondiale.

## Composition

### Composition de guerre pendant la mobilisation
- 14e brigade d'infanterie de Landwehr
  - 17e régiment d'infanterie de Landwehr
  - 36e régiment d'infanterie de Landwehr
  - 66e régiment d'infanterie de Landwehr
  - 1er détachement de mitrailleuses de forteresse de réserve
  - 3e détachement de mitrailleuses de forteresse de réserve
  - 14e détachement de mitrailleuses de forteresse
- 30e brigade d'infanterie de Landwehr
  - 25e régiment d'infanterie de Landwehr
  - 65e régiment d'infanterie de Landwehr
  - 6e détachement de mitrailleuses de forteresse de réserve
  - 10e escouade de mitrailleuses de forteresse
  - 17e escouade de mitrailleuses de forteresse
  - ½ 2e escadron du 2e régiment de hussards de réserve
  - 8e bataillon d'artillerie à pied de Landwehr
  - Bataillon de remplacement du 2e régiment d'artillerie à pied royal bavarois
  - Compagnie du génie de Landwehr mobile du 16e corps d'armée
  - Compagnie du génie de Landwehr mobile du 11e corps d'armée
  - Train de phares légers no 11

### Composition de guerre à partir du 4 janvier 1918
- 30e brigade d'infanterie de Landwehr
  - 25e régiment d'infanterie de Landwehr
  - 36e régiment d'infanterie de Landwehr
  - 65e régiment d'infanterie de Landwehr
  - 2e escadron du 16e régiment d'uhlans
  - 256e régiment d'artillerie de campagne
- 405e bataillon du génie
- 505e commandement divisionnaire du renseignement

## Calendrier de bataille
La grande unité est initialement formée sur le front occidental en octobre 1914 sous le nom de Division Waldow et y est déployée tout au long de la Première Guerre mondiale. Après l' armistice, la division nettoie les zones occupées, rentre chez elle, où elle est d'abord démobilisée et finalement dissoute en janvier 1919.

### 1914
- à partir du 22 octobre - Combats entre Meuse et Moselle
  - 12 novembre – Bataille de Pintheville et Riaville

### 1915
- Batailles entre la Meuse et la Moselle
  - 18 mars – Bataille de Marchéville
  - 27 mars – Bataille de Marchéville
  - 5 au 16 avril – Batailles à Marchéville

### 1916
- jusqu'au 25 août - Combats entre Meuse et Moselle
  - 26 février – Bataille de Ville-en-Woëvre
  - 27 février au 24 avril – Battle at Champion
  - 27 février au 31 juillet – Bataille de Verdun
- à partir du 3 août - Combats sur les hauteurs de Meuse au Bois-Brûlé et près d'Apremont

### 1917
- au 23 février - Combats sur les hauteurs de Meuse au Bois-brûlé et près d'Apremont
- à partir du 24 février - guerre de tranchées devant Verdun

### 1918
- jusqu'au 18 juin - Guerre de tranchées devant Verdun
  - 12 au 14 avril - Prise des positions ennemies au Bois-Brûlé
- 19 juin au 11 septembre - Guerre de tranchées entre Meuse et Moselle, devant Verdun dans les forêts d'Ailly et d'Apremont
- 12-14 septembre – Batailles d'évasion de l'Arc Mihiel
- 15 septembre au 10 octobre - Guerre de tranchées dans la plaine de la Woëvre et à l'ouest de la Moselle
- 11 octobre au 11 novembre - Combats de tranchées dans la plaine de la Woëvre
- du 12 novembre – Retour à travers la Lorraine, la province de Rhénanie et le Palatinat pendant l'armistice

### 1919
- au 4 janvier - Retour à travers la Lorraine, la province de Rhénanie et le Palatinat pendant l'armistice

## Commandants
| Grade                                  | Nom                   | Date                                          |
| -------------------------------------- | --------------------- | --------------------------------------------- |
| Generalleutnant                        | Adolf von Waldow (de) | 25 octobre 1914 au 15 janvier 1915            |
| Generalleutnant                        | Carl Auler (de)       | 16 janvier 1915 au 14 mars 1916               |
| Generalmajor                           | Fritz von Unger       | 15 mars au 17 avril 1916 (sur représentation) |
| Generalleutnant/General der Infanterie | Carl Auler            | 18 avril 1916 au 14 août 1918                 |
| Generalleutnant                        | Karl von Lewinski     | 15 août au 17 octobre 1918                    |
| Generalmajor                           | Friedrich Spennemann  | 18 octobre 1918 à janvier 1919                |